# WinRAR
WinRAR — архиватор файлов для операционных систем Windows (также существуют или существовали версии для Android, Linux, FreeBSD, macOS, MS-DOS, Windows Mobile), позволяющий создавать, изменять и распаковывать архивы RAR и ZIP, а также работать с архивами многих других форматов.

## Общие сведения
WinRAR и формат архивов RAR постоянно развиваются. В WinRAR версии 5 была добавлена поддержка нового формата архивов RAR5, несовместимого с предыдущим форматом, но использующего то же расширение RAR. С появлением RAR5 предыдущий формат архивов RAR теперь именуется RAR4. WinRAR версии 7 может распаковывать архивы RAR4, тогда как более старые версии WinRAR несовместимы с архивами RAR5 (при попытке распаковать архив RAR5 с помощью WinRAR версии 4 и ниже выдаётся сообщение о том, что архив повреждён или имеет неизвестный формат).
В формат RAR5 добавлено множество полезных возможностей, однако удалена поддержка комментариев для отдельных файлов в архиве (комментарии всего архива по-прежнему поддерживаются), электронной подписи и специальных алгоритмов сжатия текста и мультимедийных данных. Кроме того, тома многотомных архивов в RAR5 теперь именуются по схеме «архив.partNN.rar», а прежняя схема «архив.rN» больше не используется.
В архивном формате RAR5 максимальный размер словаря увеличен до 64 ГБ (в версии 7.0). По умолчанию WinRAR версии 5 и новее использует словарь размером 32 МБ (ранее было 4 МБ), благодаря чему обычно достигается более высокая степень сжатия. Для распаковки архивов, созданных со словарями более 4 ГБ, требуется WinRAR версии 7.0 или новее.
Кроме того, в RAR5 улучшены или добавлены дополнительные возможности: при шифровании применяется алгоритм AES-256 (ранее был AES-128), для контроля целостности содержимого архива можно использовать 256-разрядный алгоритм хеширования BLAKE2 (вместо CRC32), поддерживаются жёсткие и символические ссылки NTFS, в архивы можно добавлять особую информацию для ускорения их открытия (особенно архивов большого размера), максимальная длина путей файлов в архивах ZIP и 7z увеличена до 2048 символов (в архивах RAR — 65 535 символов).

## Основные возможности WinRAR
- Создание архивов RAR и ZIP 2.0, их обновление и проверка целостности (тестирование).
- Распаковка архивов RAR, а также ARJ, bz2, CAB, GZ, ISO, JAR, LZ, LZH, TAR, UUE, XZ, Z, ZIP, ZIPX, ZST, 7z, 001 (разделённых на части файлов ZIP и обычных).
- Поддержка многоядерных ЦП при упаковке и распаковке.
- Полная поддержка имён файлов в Юникоде.
- Максимальная длина путей файлов в архивах ZIP и 7z составляет 2048 символов (имена хранятся в формате UTF-8).
- Создание и обработка самораспаковывающихся (SFX) архивов — с графическим интерфейсом (форматов RAR и ZIP) и консольных (только RAR). SFX-архивы с графическим интерфейсом могут содержать дополнительные несложные команды (сценарии) для управления поведением SFX-архива при распаковке (в том числе для создания простых инсталляторов).
- Добавление в архивы текстовых комментариев размером до 256 КБ (в архивах RAR комментарий сохраняется в кодировке UTF-8, в ZIP — в кодировке Windows). В комментариях поддерживаются Escape-последовательности ANSI, позволяющие делать выводимый текст цветным.
- Возможность управления из командной строки.

### Особенности архивов RAR
- Максимальный размер архива — 16 эксабайт (1018-1 байт).
- Максимальная длина путей файлов — 65 535 символов (начиная с версии 7).
- Размер скользящего словаря — от 1 МБ до 64 ГБ (в 32-разрядной версии для Windows — до 256 МБ). Размер по умолчанию — 32 МБ. Для словарей, превышающих 4 ГБ, можно указывать размер, отличный от степени двойки, то есть разрешено использовать, например, значения 5 ГБ или 22 ГБ.
- Вместо 32-разрядных контрольных сумм CRC32 можно использовать значительно более надёжное 256-разрядное хеширование BLAKE2sp.
- Данные в архивах можно шифровать с использованием алгоритма AES в режиме CBC с длиной ключа 256 бит (в версии 4 — 128 бит), в том числе шифровать оглавление архивов, благодаря чему без пароля нельзя просмотреть даже их содержимое.
- В архивы можно добавлять дополнительные данные для восстановления, основанные на кодах Рида — Соломона, позволяющие полностью восстановить архив в случае его повреждения. Кроме того, если создать специальные тома для восстановления, то с их помощью можно восстановить многотомный архив при повреждении или даже полном отсутствии его отдельных томов.
- В архивы можно добавлять особую дополнительную информацию, ускоряющую их открытие.
- Можно создавать многотомные (состоящие из нескольких частей) архивы с указанным или автоматически выбираемым размером.
- Можно создавать непрерывные (solid) архивы, позволяющие достигать значительно более высокой степени сжатия при упаковке группы файлов, особенно однотипных.
- Поддержка расширенных возможностей NTFS, например, жёстких и символических ссылок.
- Поддержка восстановления веб-меток (Mark of the Web) у извлекаемых файлов.

## Лицензия
Архиватор распространяется по shareware-лицензии. После 40 дней пробной эксплуатации пользователю предлагается приобрести лицензию.
Версии для Android и Pocket PC имеют лицензию Freeware.
Хотя архивирование в формат RAR — проприетарное, на официальном сайте RarLab доступен защищённый авторскими правами бесплатный исходный код распаковщика UnRAR, лицензия на который разрешает использовать его в любом ПО. Таким образом, сторонние авторы могут создавать программы, способные распаковывать (но не создавать) RAR-архивы.

## Языки
На август 2020 года WinRAR был доступен на 48 языках: русском, английском, азербайджанском, албанском, арабском, армянском, баскском, белорусском, бирманском, болгарском, венгерском, вьетнамском, галисийском, голландском, греческом, грузинском, датском, иврите, индонезийском, испанском, итальянском, каталонском, китайском традиционном и упрощённом, корейском, литовском, монгольском, немецком, норвежском, персидском, польском, португальском, португальском бразильском, румынском, сербском кириллическом, словацком, словенском, тайском, турецком, узбекском, украинском, финском, французском, хорватском, чешском, шведском, эстонском и японском.

## История

### Поддержка операционных систем
Как и большинство других программ, новейшие версии архиватора не работают в ряде старых операционных систем. Ниже приведена информация для тех, кто использует старые версии Windows (включая Wine в Linux) и MS-DOS (включая FreeDOS).
- WinRAR v7.12 — текущая версия, работает в 64-разрядных версиях Windows 7 и новее.
- WinRAR v7.01 — последняя версия, работающая в Windows Vista и 32-разрядных версиях Windows (консольная версия Rar.exe и консольный RAR-распаковщик UnRAR.exe по-прежнему работают в Windows XP и новее).
- WinRAR v6.02 — последняя версия, работающая в Windows XP SP3, Windows Server 2003 SP1 и SP2 и Windows XP Professional x64 Edition SP1 и SP2.
- WinRAR v5.31 — последняя версия, работающая в Windows XP и Windows Server 2003 без пакетов обновлений, а также в Windows XP SP1 и SP2.
- WinRAR v4.11 — последняя версия, работающая в Windows 2000.
- WinRAR v3.93 — последняя версия, работающая в Windows 98, ME и NT 4.0.
- WinRAR v3.80 — последняя версия, работающая в Windows 95.
- RAR v3.93 — последняя версия, работающая в MS-DOS и OS/2 на 32-разрядных ЦП, таких как 80386 и новее. Она поддерживает длинные имена файлов в DOS-окне Windows (за исключением Windows NT) и использует экстендер RSX DPMI.
- RAR v2.50 — последняя версия, работающая в MS-DOS и OS/2 на 16-разрядных ЦП, таких как 8086 и 80286.

## Пасхальные яйца
- Если в окне «О программе» («Справка» → «О программе») щёлкнуть по стопке книг, то она упадёт в сопровождении звука.
- Если в окне «О программе» (в версиях старше 3.61) щёлкнуть по картинке с надписью «WinRAR» на фоне моря, то она станет анимированной. Иногда появляется парусник[4].
- В архивы можно добавлять цветные комментарии (задавая цвет фона, а также цвет и размер шрифта) с помощью Esc-последовательностей ANSI[5].
- RarVM — встроенная виртуальная машина.

## Сертификационная программа
В 2009 году была запущена программа по обучению и сертификации пользователей WinRAR. Сертификационный экзамен бесплатен, проходит в форме онлайн-теста и содержит 25 вопросов различной сложности. Во многом эти вопросы поставлены некорректно, поскольку сложно понять, идёт ли речь о RAR в целом или только о версии архиватора для Windows.

## Взлом ключа электронной подписи
До 2009 года считалось, что взлом электронной подписи в WinRAR (именно электронной подписи, а не пароля на архив) невозможен, и не существовало генератора файлов-лицензий с такой же функциональностью, как законные файлы лицензий, предоставляемые пользователям после приобретения ими лицензии. Однако в 2009 году хакерская группа TEAM FFF выпустила генератор файлов-лицензий на любое имя для WinRAR: это говорит либо об удавшейся криптографической атаке на цифровую подпись (что маловероятно), либо об успешной атаке на сайт RarLab.
Поскольку электронная подпись более не обеспечивала должного уровня надёжности, в версии 5.00 эта функция была удалена из программы.